# Supercoppa spagnola 2019 (pallavolo femminile)
La Supercoppa spagnola 2019 si è svolta il 5 ottobre 2019: al torneo hanno partecipato due squadre di club spagnole e la vittoria finale è andata per la sesta volta, la terza consecutiva, al Logroño.

## Regolamento
Le squadre hanno disputato una gara unica.

## Squadre partecipanti
| Squadra | Qualificazione                                      | Ultima partecipazione    |
| ------- | --------------------------------------------------- | ------------------------ |
| Haris   | Finalista Coppa della Regina 2018-19                | Supercoppa spagnola 2018 |
| Logroño | Vincitrice SFV 2018-19 e Coppa della Regina 2018-19 | Supercoppa spagnola 2018 |

## Torneo
| 5 ottobre 2019 Centro Deportivo Montañas de Taco, La Laguna Durata: 1h:14 - Spettatori: 1 086 | Haris | 0 - 3 | Logroño | 12-25, 14-25, 22-25 |